# El rey del sapo
El rey del sapo es una película colombiana de 2019 dirigida y escrita por Harold De Vasten. Estrenada en los cines colombianos el 29 de agosto de 2019, contó con la participación de Viña Machado, Laura Gabrielle y el cantante de música popular Luis Alberto Posada.

## Sinopsis
May es una adolescente de madre estadounidense y padre colombiano que un día decide viajar a Colombia con el fin de encontrar a su padre, un pintoresco camionero y consumado jugador de "sapo" apodado Cartago. Cuando lo encuentra, May le explica a Cartago que necesita de su ayuda para sacar a su madre de la cárcel, algo que el camionero no ve con buenos ojos inicialmente.

## Reparto
- Luis Alberto Posada es Cartago.
- Viña Machado es Amparo.
- Laura Gabrielle es May.